# Amblychia nefrens
Amblychia nefrens là một loài bướm đêm trong họ Geometridae.